# Eurithia incongruens
Eurithia incongruens is een vliegensoort uit de familie van de sluipvliegen (Tachinidae). De wetenschappelijke naam van de soort is voor het eerst geldig gepubliceerd in 1975 door Benno Herting. Herting ving het type in 1973 in het natuurgebied Badberg in de Kaiserstuhl in Breisgau (Duitsland). Hij trof de soort ook aan in de Franse Alpen.